# Руперт, Вильгельм Яковлевич
Вильге́льм Я́ковлевич Ру́перт (1787—1849) — генерал-лейтенант русской императорской армии. С 1837 по 1847 гг. восточно-сибирский генерал-губернатор.

## Биография
Из голландских дворян. В русскую службу Руперт вступил 8 апреля 1800 года юнкером в 1-й конно-артиллерийский батальон и 13 апреля 1804 года, будучи по 2-м Пионерном полку был произведён в подпоручики, 3 апреля 1806 года — в поручики и в 30 апреля 1810 года — штабс-капитаны.
В 1812 году, за отличие в сражении при Калафате, во время Турецкой кампании 1811 года, где он выказал свою храбрость, под неприятельскими пулями строя укрепления, был произведён 14 февраля в капитаны.
17 февраля 1813 года Руперт был переведён в новосформированный лейб-гвардии Сапёрный батальон и в этом же году находился при главной действовавшей против французов армии, сражался при Кульме и во многих других делах Заграничной кампании, в 1815 году вернулся в Россию.
Уже 26 ноября 1816 года он был произведён в полковники и назначен командиром 5-го пионерного батальона; 16 августа 1824 года переведён во 2-ю сводную пионерную бригаду с назначением командовать ею — утверждён командиром бригады 1 января 1826 года одновременно с производством в генерал-майоры.
В. Я. Руперт не раз обращал на себя внимание как искусный руководитель осадных и прочих военно-инженерных работ. Так, в 1828 году, во время русско-турецкой войны, с 6 по 25 мая, он устроил против неприятеля подступы к берегам Дуная на расстоянии шести вёрст; и в том же году, за устройство переправы через Дунай был награждён орденом Св. Анны 1-й степени; в конце же кампании, 22 августа 1829 года, «за отлично ревностную службу и благоразумные распоряжения, оказанные при устроении переправ и мостов, коими содействовал к успешному открытию кампании 1829 года», был пожалован императорской короной к этому ордену.
За свою отличную службу и образцовое управление вверенными ему частями Руперт не раз удостаивался заслужить Высочайшее благоволение и получил несколько орденов и знаков отличия, среди которых был и орден Св. Георгия 4-й степени, пожалованный ему 16 декабря 1831 года за беспорочную выслугу 25 лет в офицерских чинах (№ 4556 по кавалерскому списку Григоровича — Степанова).
Вместе с производством 6 декабря 1833 года в генерал-лейтенанты, он был назначен начальником 11-й пехотной дивизии. Однако, уже 10 января следующего, 1834 года Руперт был переведён начальником 2-й пехотной дивизии, а ещё через месяц (9 февраля) переведён в Отдельный корпус жандармов, с назначением начальником 5-го округа этого корпуса. В 1836 году награждён орденом Св. Владимира 2-й степени.
В 1837 году, 29 июля, В. Я. Руперт был назначен командующим войсками и генерал-губернатором Восточной Сибири. В 1841 году ему был пожалован орден Белого орла.
Особенное, по-видимому, расположение императора Николая I Руперт приобрёл впервые в 1825 году, когда 25 декабря был пожалован алмазными знаками к ордену Св. Анны 1-й степени; есть указание, что во время известных декабрьских событий он находился в Зимнем дворце. Высочайшее расположение, которым Руперт пользовался до конца своей службы на поприще военного инженера, он сохранил, по-видимому, даже при менее счастливой для него административной деятельности на генерал-губернаторском посту; благоволение к нему сказалось, между прочим, и в том, что император Николай I в 1834 году крестил у него сына Николая, который позднее (в 1837 году) был зачислен в пажи. Однако, совершенно неподготовленный к административной деятельности, и не отличавшийся, по свидетельству современников, особенным умом, слабохарактерный и добродушный, Руперт в первые же годы своего управления навлёк на себя некоторыми своими административными мероприятиями неудовольствие Главного управления Сибири. Сенатская ревизия 1845 года вообще окончилась для него печально и 27 июня 1847 года он вышел по прошению в отставку. Едва ли не единственной мерой, оставившей прочный след управления Руперта было устройство им в Иркутске Сиропитательного дома и Банка имени купцов Медведниковых, которых он убедил на пожертвование для этого особого капитала.
Руперт скончался в марте 1849 года в имении Логанешти близ Кишинёва. В браке с Еленой Фёдоровной Недоба (дочерью дипломата Ф. И. Недобы, внучкой дипломата И. С. Бароцци) имел сыновей Николая и Ивана, дочерей Елену, Ольгу, Аспазию и Александру. Дочь Ольга была замужем за Виктором Фёдоровичем Базилевским, а Елена — за енисейским губернатором Василием Падалкой.